# Acalypha erosa
Acalypha erosa é uma espécie de flor do gênero Acalypha, pertencente à família Euphorbiaceae.